# Димитър Костов (революционер)
Димитър Костов Терзийски е български комунист, деец на Българската комунистическа партия.

## Биография
Костов е роден на 11 септември 1902 година в Кочериново. Баща му бил шивач в селото. След смъртта му през 1909 г. майка му напуска Кочериново и отива да живее с децата си в родния си Горна Джумая. Завършва четвърти клас и става дърводелец. Братята му Борис Костов и Кирил Костов са членове на БКП, а Димитър става член на Българския комунистически младежки съюз.
Домът на братята е явка на Васил Коларов. В 1923 година Димитър участва в подготовката на Септемврийското въстание, като в къщата му е складирано част от оръжието за въстанието. На 22 септември в местността Баларбаши участва във формирането на Горноджумайския отряд заедно с братята си. След разгрома на отряда над Бистрица Димитър Костов остава в групата на Коста Сандев, която трябва да осигури оттеглянето на отряда към Разлога. На 25 септември при преминаването на река Ковачица групата води сражение с чета на ВМРО над Миховска махала. Димитър Костов е заловен, измъчван и убит.